# Nowa synagoga w Chyrowie
Nowa synagoga w Chyrowie – powstała w XIX wieku. Została zdewastowana przez Niemców po zajęciu przez nich miasta podczas agresji na Związek Radziecki. Obecnie mieści magazyn.